# Hawaii (Automarke)
Hawaii war eine brasilianische Automarke.

## Markengeschichte
Ein Unternehmen aus Rio de Janeiro stellte zu Beginn der 1980er Jahre Automobile her. Der Markenname lautete Hawaii.

## Fahrzeuge
Das einzige Modell war ein VW-Buggy. Das Fahrzeug wird als konventionell bezeichnet. Es hatte ein Fahrgestell von Volkswagen do Brasil, einen luftgekühlten Vierzylinder-Boxermotor im Heck, der die Hinterräder antrieb, und eine offene türlose Karosserie aus Fiberglas.